# Lindenstraße
Lindenstraße es una serie de televisión alemana transmitida originalmente por Das Erste desde 1985.
Habiendo sido la primera novela alemana, los primeros episodios obtuvieron en su mayoría malas críticas. Sin embargo, la Lindenstraße se convirtió en uno de los programas más exitosos de la televisión alemana. Está comprometido con la política social y aborda temas como la xenofobia, los neonazis, el SIDA, la homosexualidad y otros temas sociopolíticos.
El último episodio de Lindenstraße se emitió el 29 de marzo de 2020.

## Elenco
| Actor/Actriz            | Personaje                         | Duración         |
| ----------------------- | --------------------------------- | ---------------- |
| Domna Adamopoulou       | Elena Sarikakis, née Pallas       | 1985–            |
| Michael Baral           | Timotheus "Timo" Zenker #2        | 2009, 2014–      |
| Julia Beerhold          | Sandra Sarikakis, Löhmer #2       | 2013–            |
| Daniela Bette           | Angelina Dressler, Buchstab       | 2007–            |
| Jo Bolling              | Andreas "Andy" Zenker             | 1990–            |
| Ole Dahl                | Paul Dağdelen, Hoffmeister #3     | 2009–            |
| Irene Fischer           | Anna Ziegler, Jenner              | 1987–2013, 2015– |
| Joris Gratwohl          | Alexander "Alex" Behrend          | 2000–            |
| Jan Grünig              | Martin "Mürfel" Ziegler           | 1999–2013, 2015– |
| Erkan Gündüz            | Murat Dağdelen                    | 1999–            |
| Ludwig Haas             | Dr. Ludwig Dressler               | 1985–            |
| Hermes Hodolides        | Vasily Sarikakis                  | 1985–            |
| Beatrice Kaps-Zurmahr   | Andrea Neumann                    | 2004–2009, 2010– |
| Dominique Kusche        | Sophie Ziegler #2                 | 1998–            |
| Joachim Hermann Luger   | Hans Beimer                       | 1985–            |
| Marie-Luise Marjan      | Helga Beimer, Wittich             | 1985–            |
| Sarah Masuch            | Dr. Iris Brooks                   | 2012–            |
| Philipp Neubauer        | Dr. Philipp Sperling              | 1992–2003, 2012– |
| Sontje Peplow           | Lisa Dağdelen, Hoffmeister        | 1991–            |
| Harry Rowohlt           | Harald "Harry" Rennep             | 1995–            |
| Moritz A. Sachs         | Klaus Beimer                      | 1985–            |
| Greta Short             | Lara Brooks                       | 2012–            |
| Rebecca Siemoneit-Barum | Iphigenie "Iffi" Zenker           | 1990–2012, 2014– |
| Toni Snétberger         | Vincenzo "Enzo" Buchstab          | 2006–            |
| Gunnar Solka            | Peter "Lotti" Lottmann            | 2004–            |
| Philipp Sonntag         | Adolf "Adi" Stadler               | 2008–            |
| Andrea Spatzek          | Gabriele "Gabi" Zenker, Skabowski | 1985–            |
| Jacqueline Svilarov     | Nina Zöllig                       | 1999–2007, 2011– |
| Amorn Surangkanjanajai  | Gung Pham Kien                    | 1985–            |
| Sara Turchetto          | Marcella Varese #2                | 1998–            |
| Georg Uecker            | Dr. Carsten Flöter                | 1986–1991, 1995– |
| Claus Vinçon            | Georg "Käthe" Eschweiler          | 1996–2006, 2007– |
| Cosima Viola            | Jacqueline "Jack" Aichinger       | 2001–            |
| Sybille Waury           | Tanja Schildknecht                | 1985–            |
| Moritz Zielke           | Moritz "Momo" Sperling            | 1992–2001, 2002– |
| Dunja Dogmani           | Neyla Bakkoush                    | 2017-            |
| Ayman Cherif            | Yussuf Bakkoush                   | 2017-            |
| Aaron Rufer             | Jamal Bakkoush                    | 2017-            |